# Modri trak
Modri trak je nagrada, ki jo prejme ladja za rekord za najhitrejše prečkanje Atlantskega oceana. Nagrado so uvedle v šestdesetih letih ladijske družbe, ki so prevažale potnike in tovor čez Atlantik, za promocijo najhitrejših ladij. Modri trak se je podeljeval posebej za obe smeri prečkanja, na ladji ga je predstavljala modra zastavica, ki so jo obesili na najvišji jambor.